# 창수의 취업시대
창수의 취업시대(Chang-su Gets The Job)는 한국에서 제작된 김의석 감독의 1984년 영화이다. 안동규 등이 주연으로 출연하였다.

## 출연

### 주연
- 안동규
- 최준영

### 조연
- 서명수
- 조준형

## 제작진
- 사진: 최영모